# Tevul Yom (Talmud)
Tevul Yom (en hebreo: מסכת טבול יום) (transliterado: Masejet Tevul Yom ) es un tratado del orden de Tohorot, de la Mishná y el Talmud babilónico. Es un tratado muy técnico, que trata sobre las leyes relativas a la impureza ritual. Según las leyes rabínicas, un sacerdote cohen se debe sumergir en la mikvé, pero no puede comer de la ofrenda del Templo hasta después de ponerse el sol. Un recipiente que se ha vuelto impuro debido a una criatura impura que se arrastra por el suelo, debe ser sumergido en una mikvé, y solamente entonces puede ser usado al anochecer, cuando el sol se ha puesto. Hasta la puesta de sol, la persona y el recipiente son llamados tevul yom.
El tevul yom no puede comer de la ofrenda del Templo antes del anochecer. La palabra tevul yom se refiere a una persona que se ha sumergido en una mikvé pero que no será ritualmente pura hasta la puesta del sol. El concepto proviene de los siguientes versos:
"Estos tendréis por inmundos de entre los animales que se mueven, y cualquiera que los tocare cuando estuvieren muertos será inmundo hasta la noche. Y todo aquello sobre que cayere algo de ellos después de muertos, será inmundo; sea cosa de madera, vestido, piel, saco, sea cualquier instrumento con que se trabaja, será metido en agua, y quedará inmundo hasta la noche; entonces quedará limpio." (Levítico 11:31-32).
"La persona que lo tocare será inmunda hasta la noche, y no comerá de las cosas sagradas antes que haya lavado su cuerpo con agua. Cuando el sol se pusiere, será limpio; y después podrá comer las cosas sagradas, porque su alimento es." (Levítico 22:6-7).